# A Sage Brush Hamlet
A Sage Brush Hamlet er en amerikansk stumfilm fra 1919 af Joseph J. Franz.

## Medvirkende
- William Desmond som Larry Lang
- Florence Gibson som Dolan
- Edward Piel som Claude Dutton
- Frank Lanning som Dan
- Walter Perry som John Doe